# Chiesa di Sant'Elia (Amantea)
La chiesa di Sant'Elia Profeta è un luogo di culto cattolico della città di Amantea, in provincia di Cosenza.

## Storia

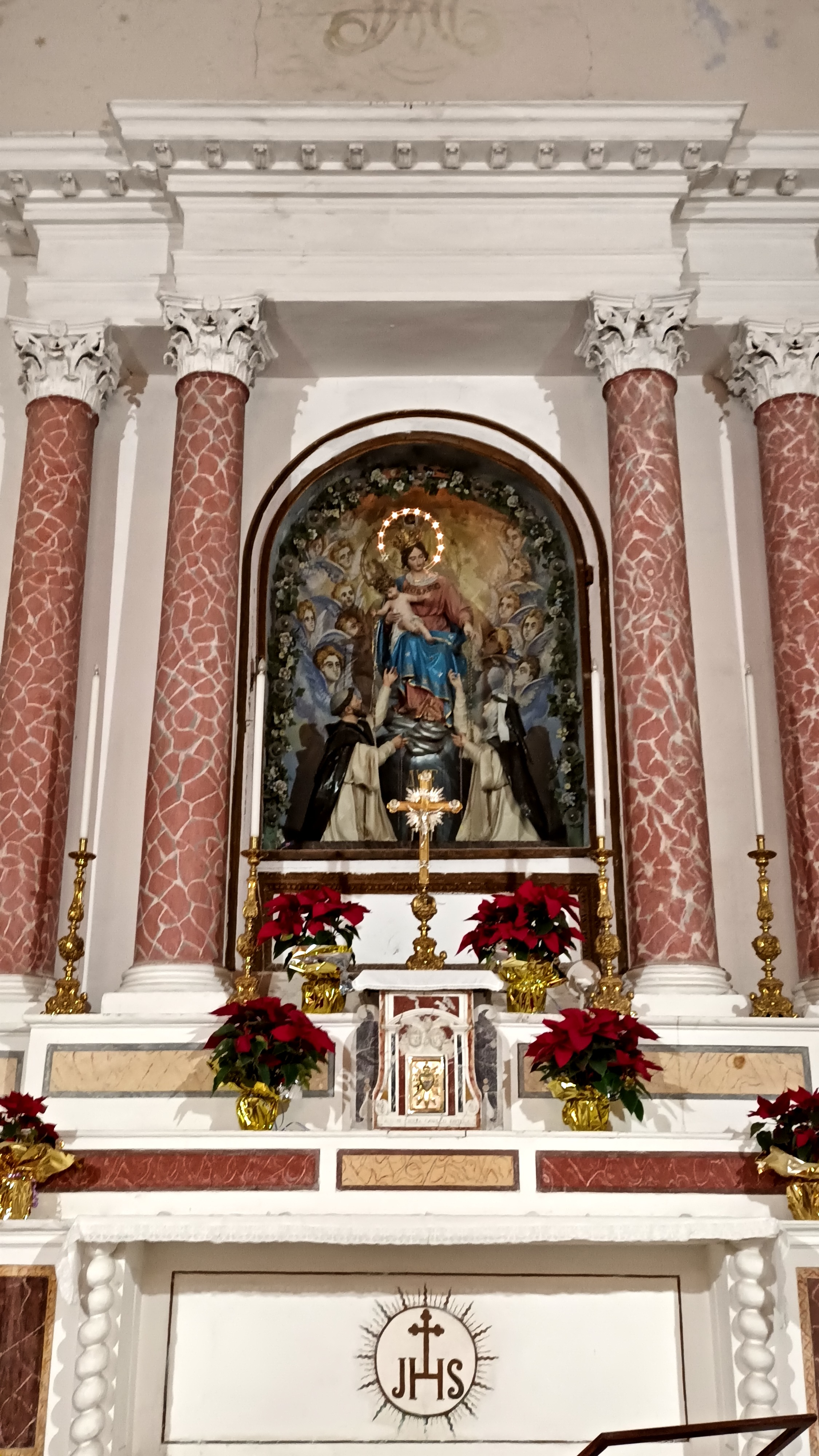
Altare principale della chiesa

La chiesa venne edificata nel cuore dell'antico quartiere di Catocastro, in unione all'adiacente collegio dei Padri Gesuiti (donde le derivò anche il nome di "chiesa del Collegio") come residenza della locale comunità dei padri gesuiti.
I primi religiosi gesuiti arrivarono ad Amantea attorno al 1620, ma abbandonarono la città già nel 1648. Dietro richiesta della comunità locale, tuttavia, nel 1652 i gesuiti fecero ritorno ad Amantea e nel 1663 l'architetto padre Carlo Quercia progettò la chiesa di Sant'Elia, che doveva essere annessa al costruendo collegio. I lavori terminarono nel 1677 e le opere di rifinitura del tempio furono compiute nel 1680. 
Dopo la partenza dei religiosi gesuiti nel 1767, la chiesa rimase priva di cure. Attualmente in stato di fatiscenza, contiene alcune opere abbastanza pregevoli come, al centro dell'aula, il pulpito ligneo secentesco con baldacchino, intagliato e decorato.

## Descrizione
La facciata presenta un portale con timpano ad arco spezzato sopra il quale, nell'ordine superiore, si apre un ampio finestrone circondato da cornici curvilinee. La pianta della chiesa è quadrata a navata unica, ma la sua particolarità è la caratteristica cupola "a scodella" sulla crociera, rifatta dopo il crollo del 1690 e chiamata appunto confidenzialmente dagli amanteani 'a gavita.